# Santo Antônio do Rio Abaixo
Santo Antônio do Rio Abaixo – miasto i gmina w Brazylii, w stanie Minas Gerais. Znajduje się w mezoregionie Metropolitana de Belo Horizonte i mikroregionie Conceição do Mato Dentro.